# Hilarión Daza
Hilarión Daza, bolivijski general in politik, * 14. januar 1840, † 27. februar 1894.